# Alpaida moata
Alpaida moata este o specie de păianjeni din genul Alpaida, familia Araneidae. A fost descrisă pentru prima dată de Chamberlin și Ivie, 1936. Conform Catalogue of Life specia Alpaida moata nu are subspecii cunoscute.